# Melvin Schwartz
Melvin Schwartz (2. november 1932 - 28. august 2006) var en amerikansk fysiker. Han modtog nobelprisen i fysik i 1988 sammen med Leon M. Lederman og Jack Steinberger for deres opdagelse af neutrinostrålemetoden og deres demonstration af dubletstrukturen i leptoner via opdagelsen af myonneutrinoen.